# مومچیلو جوکیچ

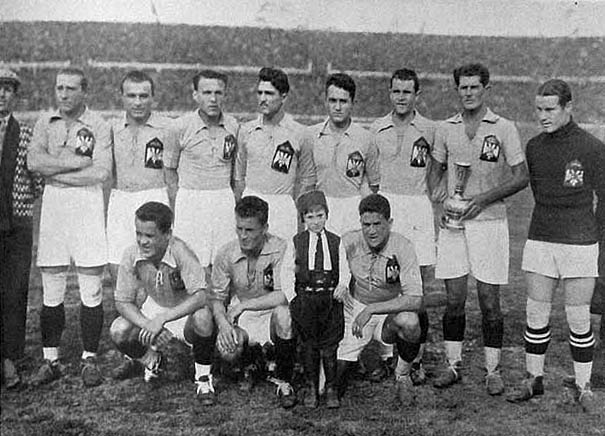
تیم ملی فوتبال یوگوسلاوی - ۱۹۳۰

مومسایلو جوکیچ (صربی: Momčilo Đokić؛ ۲۷ فوریهٔ ۱۹۱۱ – ۲۱ آوریل ۱۹۸۳) یک بازیکن فوتبال اهل صربستان بود.